# طابعة رماز قضباني
طابعة الرِّماز القضباني أو طابعة شفرة القضبان أو طابعة (نقحرة: باركود) هي جهاز طرفي للحاسوب يستعمل لطباعة ملصقات أو علامات الرماز القضباني التي يمكن إرفاقها أو طباعتها مباشرة على الأشياء المادية. تُستخدم طابعات الرماز القضباني بشكل شائع لتسمية الطرود قبل الشحن، أو لتسمية عناصر البيع بالتجزئة باستخدام رمز المنتج العالمي أو الرقم العالمي للسلع والمنتجات.

## العمل
تَستخدم طابعات الرماز القضباني الأكثر شيوعًا إحدى تقنيتي طباعة مختلفتين.حيث تستخدم طباعة حرارية رأس طباعة لتوليد حرارة تؤدي إلى تفاعل كيميائي في ورق مصمم خصيصًا يحول الورق إلى اللون الأسود. تستخدم طابعات النقل الحراري أيضًا الحرارة، ولكن بدلاً من تفاعل الورق، تذوب الحرارة مادة شمعية أو راتنجية على شريط يمتد فوق الملصق أو مادة العلامة. تنقل الحرارة الحبر من الشريط إلى الورق. تعد الطابعات الحرارية المباشرة أقل تكلفة بشكل عام، ولكنها تنتج ملصقات يمكن أن تصبح غير مقروءة إذا تعرضت للحرارة أو لأشعة الشمس المباشرة أو أبخرة كيميائية.

## الاستخدام
طابعات الرماز القضباني مصممة لمختلف الأسواق. حيث تُستخدم طابعات الرماز القضباني الصناعية في المستودعات الكبيرة ومنشآت التصنيع. تتميز بسعات ورق كبيرة، وتعمل بشكل أسرع وتتمتع بعمر خدمة أطول. بالنسبة لبيئات البيع بالتجزئة والمكاتب، تعد طابعات الرموز الشريطية المكتبية هي الأكثر شيوعًا.